# Commanderie de Fresnoy
La commanderie de Fresnoy était une commanderie située à Montpothier, en France.

## Localisation
Elle est située sur la commune de Montpothier, dans le département français de l'Aube. Les documents historiques du XIIIe siècle et du procès de l'ordre du Temple mentionnent Fresnoy près de Provins et on se trouvait à cette époque dans le comté de Champagne. Il ne faut pas confondre avec Fresnoy-le-Château à plus de 70 kilomètres au sud de Troyes ni avec Boussières-en-Cambrésis où il y avait également une commanderie hospitalière du nom de Fresnoy.

## Historique
L'édifice a été classé au titre des monuments historiques en 1994.

### L'ordre du Temple
Peu de documents sont parvenus jusqu'à nous au sujet de cette commanderie templière et ce n'était peut être qu'une maison du Temple à cette époque. Cependant, la chapelle et la salle capitulaire sont considérées comme datant de la fin du XIIe siècle et leur présence est attestée dès 1223 à la suite d'une concession accordée par une certaine Marguerite du Bois. Leur procès au début du XIVe siècle nous indique que le frère Gilles de Chevru en était  le précepteur (ou lieutenant du précepteur) et qu'un autre frère âgé de 18 ans, Jean de Provins, habitait ce lieu.